# Коргау
Коргау (нем. Korgau) — коммуна в Германии, в земле Саксония-Анхальт. 
Входит в состав района Виттенберг. Подчиняется управлению Куррегион Эльбе-Хайделанд.  Население составляет 356 человек (на 31 декабря 2006 года). Занимает площадь 11,66 км². Официальный код  —  15 1 71 032.
Коммуна подразделяется на 2 сельских округа.